# Кардиналовська Роксолана Іванівна
Роксола́на Іва́нівна Кардинало́вська (нар. 4 грудня 1929, Харків - 4 жовтня 2018, Київ) — українська агрохімікиня, кандидат сільськогосподарських наук, скульпторки.

## Біографічні відомості
Народилася в Харкові. Донька письменниці, архітекторки Єлизавети Кардиналовської. Батько Іван Семенович Костюк — інженер-хімік. Після народження Роксолани поселилася з нею в будинкові «Слово» (при сприянні Сергія Пилипенка вона в цьому будинку одержала невеличку окрему кімнату) .
Закінчила Київський університет (1954). Від 1961 працювала старшою науковою співробітницею в Інституті фізіології рослин та агрохімії АН УРСР; в НДІ науково-технічної інформації та техніко-економічних досліджень Держплану УРСР (1969-85). Займалася корнепластикою та скульптурою. Учасниця міських, всеукраїнських, всесоюзних, закордонних мистецьких виставок від 1980.
Одружена з художником Мар'яном Маловським.
2006 року в Києві в Українському домі відбулася виставка робіт Роксолани Кардиналовської «Скульптура і коренепластика».
Померла 4 жовтня 2018 року.

## Наукові праці
- Кардиналовская Р. И. Эффективность локального внесения основного минерального удобрения под сельскохозяйственные культуры. (рос.) — К.: УкрНИИНТИ, 1979. — 42 с.
- Боговін А. В., Кардиналовська Р. І. Види та сорти багаторічних лучних трав у країнах Західної Європи // Вісник сільськогосподарської науки. — 1973. — № 5. — С. 104—107.

## Твори
- «Забутий храм» (1971),
- «І книги мають свою долю» (1974),
- «Автопортрет» (1976),
- «Хоттабич» (1977),
- «Древній Славута» (1982),
- «Чекання» (1983);
- ескіз пам’ятника жертвам сталінських репресій (1989),
- проект пам’ятника жертвам Голодомору (1990),
- погруддя сина Романа (2009).[2]